# Yushu (arrondissement)
Yushu Dzong, Chinees: Yushu Xian is een arrondissement in de Tibetaanse autonome prefectuur Yushu in de provincie Qinghai in China. Het arrondissement ligt in de vallei van de rivier Dri Chu, een zijtak van de Yangtze.
De regeringszetel bevindt zich in Jyekundo, een grote gemeente die zich begin 21e eeuw aan het uitbreiden is naar een stad van 60.000 inwoners.

## Geografie en klimaat
Het heeft een oppervlakte van 13.462 km² en in 2000 telde het 77.854 inwoners. De gemiddelde jaarlijkse temperatuur is 2,9 °C en jaarlijks valt er gemiddeld 487 mm neerslag.

## Bezienswaardigheden en kloosters
Tot de bekendste bezienswaardigheden tellen de tempel van prinses Wencheng, het klooster uit de Sakyatraditie Döndrub Ling von Kyegu Do en Gyanak Mani in Xinzhai, die allemaal in de directe omgeving van Kyegu Do liggen.
Verdere monastische instellingen zijn in het arrondissement zijn Domkar Gompa en Tranggu Gompa (beide uit de karma kagyütraditie), Rabshi Lungshö in het dorp Xia Laxiu en Surmang Dütsithil in het uiterste zuidoosten. Ook bevindt zich er het thuisklooster van de in het westen bekende lama Chögyam Trungpa.

## Verkeer en vervoer
Door het arrondissement loopt de nationale weg G214.

## Galerij

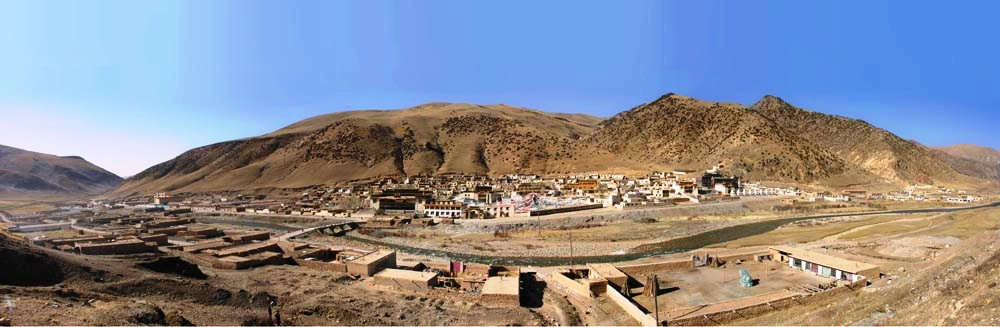
Het dorp Xia Laxiu met het klooster Rabshi Lungshö